# Trešnjevka - jug
Trešnjevka - jug is een van de stadsdelen in de Kroatische hoofdstad Zagreb. De wijk is gelegen in het westelijke gedeelte van de stad en heeft (per 2001) 67.162 inwoners.

## Wijken in Trešnjevka – sjever
- Horvati - Srednjaci
- Gajevo
- Jarun
- Knežija
- Prečko
- Vrbani